# Іскрівська сільська рада (Великоновосілківський район)
| Іскрівська сільська рада — колишній орган місцевого самоврядування у Великоновосілківському районі Донецької області з адміністративним центром у с. Іскра. Сільській раді були підпорядковані населені пункти: - с. Іскра - с-ще Зелений Гай |

## Склад ради
Рада складалася з 16 депутатів та голови.

## Керівний склад сільської ради
| ПІБ                       | Основні відомості                                                         | Дата обрання | Дата звільнення |
| ------------------------- | ------------------------------------------------------------------------- | ------------ | --------------- |
| Потуга Олександр Іванович | Сільський голова, 1962 року народження, освіта, член Партії регіонів      | 26.03.2006   | 31.10.2010      |
| Потуга Олександр Іванович | Сільський голова, 1962 року народження, освіта вища, член Партії регіонів | 31.10.2010   |                 |

Примітка: таблиця складена за даними джерела